# Tamerlano

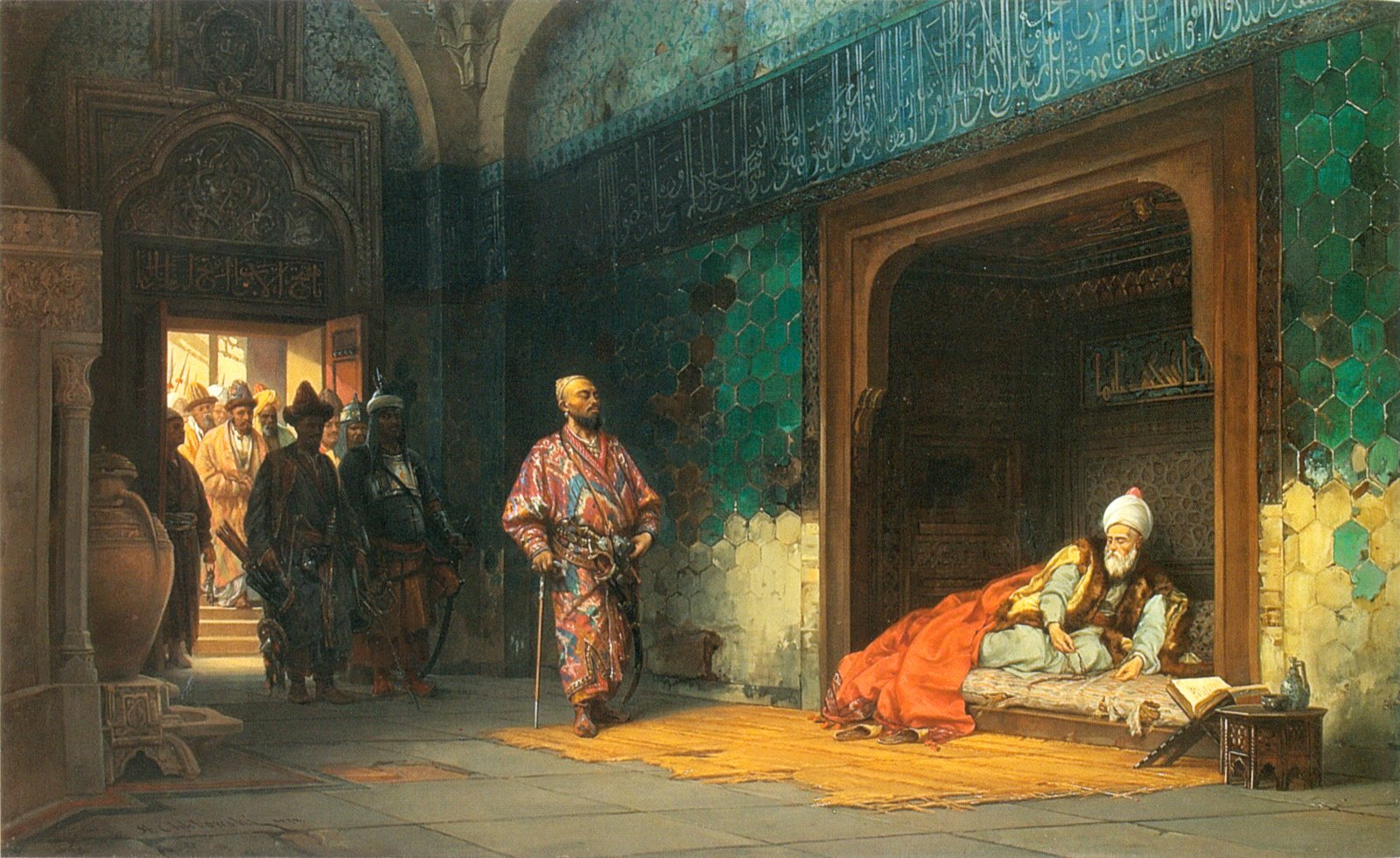
Stanisław Chlebowski, Bajazeto aprisionado por Tamerlão, 1878.

Tamerlano (HWV 18) é uma ópera em três atos escrita em 1724 pelo compositor alemão naturalizado britânico Georg Friedrich Händel (1685-1759). O libreto é de Nicola Francesco Haym (1678-1729) e foi adaptado a partir do texto original de Agostino Piovene. O libreto de Piovene havia sido musicado anteriormente por Francesco Gasparini (1661-1727) em uma obra que estreou em Veneza em 1711. A origem mais remota do texto é a tragédia francesa de Jacques Pradon (1632-1698) Tamerlan ou La Mort de Bajazet, de 1675, traduzida para o italiano em 1709.
A ópera é considerada uma das obras-primas de Händel e de toda a composição lírica do barroco. O autor compôs Tamerlano em uma questão de dias, entre 3 e 23 de julho de 1724. No entanto, até à estreia, diversas alterações e correções foram feitas por ele, em parte devido a mudanças no elenco. A primeira performance ocorreu em 31 de outubro, no The King's Theatre em Haymarket. Naquele ano, houve ao todo nove apresentações desde a estreia até 28 de novembro. Faziam parte do elenco original os cantores de renome como Francesca Cuzzoni, soprano (Astéria) e Francesco Bernardi, o Senesino, alto-castrato (Andrônico).
Por iniciativa de Telemann, uma versão foi apresentada em Hamburgo em 1725, com recitativos traduzidos para o
alemão. Mais três apresentações voltaram a acontecer em Londres também em 1725 e outras três em 1731.
No mesmo ano da estreia de Tamerlano, Händel compôs ainda Giulio Cesare (HWV 17) e Rodelinda (HWV 19), outras duas obras consideradas primorosas. 
Durante sua estada na Itália, o jovem Händel havia assistido uma apresentação da ópera Il Gran Tamerlano de Alessandro Scarlatti (1660-1725) em Florença em 1706, composta sobre um libreto de Antonio Salvi (1664-1724), também a partir de uma adaptação do drama de Pradon. Na Inglaterra, o texto deu origem a uma peça de teatro escrita por Nicholas Rowe (1674-1618) chamada, como a ópera de Händel, simplesmente Tamerlano.
Uma das características singulares da obra é conferir um papel de destaque a um tenor, Bajazeto I. Outro aspecto que merece ser citado é que "Bajazet" também é o nome de uma ópera composta por Antonio Vivaldi em 1735, fazendo uso do texto de Piovene. Na realidade, a obra de Vivaldi é um pasticcio, reunindo trechos de composições de diversos autores como Hasse, Giacomelli e Broschi, além de árias de óperas do próprio Vivaldi como Farnace (1727), Montezuma (1733) e L'Olimpiade (1734). 

## Papéis e intérpretes originais
| Papéis                                   | Tipos vocais  | Elenco original, 31 de outubro de 1724 |
| ---------------------------------------- | ------------- | -------------------------------------- |
| Tamerlano, Imperador dos tártaros        | alto castrato | Andrea Pacini                          |
| Bajazeto I, Monarca otomano              | tenor         | Francesco Borosini                     |
| Asteria, Filha de Bajazet                | soprano       | Francesca Cuzzoni                      |
| Andronico, Príncipe grego                | alto castrato | Senesino                               |
| Irene, Princesa de Trebizonda            | contralto     | Anna Dotti                             |
| Leone, amigo de Andrônico e do Tamerlano | baixo         | Giuseppe Maria Boschi                  |

## Sinopse
O argumento se baseia em fatos reais, ocorridos por volta de 1402 na cidade de Prusa, na Bitínia, atual Turquia. A trama conta a história de Bajazeto I (1360-1403), monarca turco feito prisioneiro pelo imperador tártaro Tamerlão (ou Timur-i-Lenk, 1636-1405). 

### Ato I
No início da trama, Bajazeto e sua filha Astéria são prisioneiros do líder tártaro, Tamerlano. Depois de uma abertura solene e grave, Bajazet surge para um breve passeio pelo pátio do palácio em cujas masmorras ele era mantido e é conduzido pelo príncipe grego, Andrônico. O grego, apesar de amigo e aliado de Tamerlano, ama a filha de Bajazeto, Astéria. Bajazeto afirma que, não fosse o sofrimento da filha, já teria dado fim à própria vida. Em coversa com Andrônico, o Tamerlano revela que se apaixonou por Astéria e encarrega seu amigo de convencê-la a se tornar sua rainha em troca da vida e da liberdade do pai. O tártaro desconhece o romance entre Andrônico e Astéria. Andrônico argumenta que o Tamerlano já prometeu casar-se com Irene, princesa do Império de Trebizonda. mas o líder tártaro oferece Irene a Andrônico, que também deve assumir o trono de Bizâncio, oferecido ao próprio Tamerlano. Ao saber da oferta do Tamerlano, Bajazeto se enfurece e afirma que responde não em nome de Astéria e prefere morrer. O Tamerlano fala de seus planos pessoalmente para Astéria e ela acredita ter sido traído por Andrônico em troca do trono de Bizâncio e do casamento com Irene. Por isso, finge aceitar a proposta do Tamerlano. Irene chega e descobre que não será mais esposa do tártaro. Andrônico sugere que ela se apresente sob disfarce ao Tamerlano, fingindo ser mensageira de Irene, para poder colocar as coisas em ordem e a princesa concorda com o plano, sendo escoltada por Leone.

### Ato II
Tamerlano conta a Andrônico que Astéria aceitou sua oferta e que os dois casamentos irão se celebrar conjuntamente. Ele agradece a interseção de Andrônico, ainda ignorando que ele ama Astéria. Astéria confirma a Andrônico que pretende se casar com o Tamerlano e ele se sente desanimado com a ideia. Leone traz Irene disfarçada à presença do Tamerlano que defende os direitos da princesa de Trebizonda e exige o cumprimento da promessa de casamento, mas o Tamerlano apenas se desculpa. Quando estão sozinhas, Astéria e Irene demonstram simpatia uma pela outra. Astéria fala de seus reais sentimentos e Irene se sente esperançosa. Bajazeto, desconhecendo as reais intensões da filha, fica extremamente indignado com a perspectiva de seu casamento com um inimigo. Andrônico, também contrariado, promete vingar-se, matando o próprio Tamerlano. Bajazeto consegue impedir o casamento e exige que a filha desça do trono ou utilize seu próprio corpo como apoio para os pés. Quando o Tamerlano pede a Astéria que pise sobre o próprio pai, ela se recusa e mostra um punham com o qual pretendia matar o Tamerlano. Bajazet e Andrônico se impressionam com a coragem de Astéria. Descoberto o plano para matá-lo, o Tamerlano decreta a morte de Bajazet e Astéria que se sente frustrada por não ter alcançado seu objetivo.

### Ato III
Bajazeto e Astéria cogitam se matar com um veneno que o otomano tem escondido em um anel. Tamerlano tenta mais uma vez conquistar Astéria, mas ela não o atende. Andrônico e Astéria cantam seu amor um pelo outro e prometem vingança contra o Tamerlano. Andrônico revela ao Tártaro que é seu rival e ama Astéria. O Tamerlano, por sua vez, pretende humilhar os prisioneiros e exige que Astéria lhe sirva vinho. Ela despeja o veneno na taça e a oferece ao Tamerlano. Irene revela sua identidade e o plano de matar o Tamerlano. Irado, o tártaro declara que se casará com Irene e determina que Astéria escolha quem irá beber o vinho envenenado: seu pai Bajazeto ou seu amado Andrônico. Astéria está prestes a beber o veneno ela mesma, mas é impedida por Andrônico, o que irrita o Tamerlano. Bajazeto declara que, mesmo morrendo, sua alma virá assombrar o tártaro. Tamerlano e Irene cantam sua felicidade quando entram novamente Astéria e Bajazeto. Este agora se mostra sereno, mas esclarece que é porque ele próprio tomou o veneno. Diante do sacrifício de Bajazeto e do desespero de Astéria, o Tamerlano finalmente se comove e concorda em libertar Astéria e consente em sua união com Andrônico.

## Discografia
Uma gravação importante disponível em CD foi feita pela Erato em 1987. Elenco: D.L. Ragin (Tamerlano), M. Chance (Adrônico), N. Robson (Bajazet), N. Argenta (Astéria), J. Findley (Irene) e R. Schirrer (Leone). o The English Baroque Soloists é regido por J. E. Gardiner.
Em 2007, a Scene DG lançou outra gravação com a orquestra de Patras regida por George Petrou. O mesmo selo gravou outras obras de Händel, como Giulio Cesare e Oreste. Elenco: Nicholas Spanos (Tamerlano), Tassi Christoyannis (Bajazet), Mari-Ellen Nesi (Andrônico), Mata Katsuli (Astéria), Irini Karaianni (Irene) e Petros Magoulas (Leone).   
DVD Arthaus (também disponível em CD), gravação ao vivo do ano de 2001. Elenco: M. Bacelli (Tamerlano), G. Pushee (Andrônico), T. Randle (Bajazet), E. Norberg-Schulz (Astéria), A. Bonitatibus (Irene), A. Abete (Leone). The English Concert sob a regência de T. Pinnock e direção cênica de J. Miller.
DVD Opus Art, gravação ao vivo feita no Teatro Real de Madri em 2008. Destaque para a participação de Plácido Domingos (Bajazet) e Sara Mingardo (Andrônico). O elenco conta ainda com Monica Bacelli (Tamerlano), Ingela Bohlin (Astéria) e Jennifer Holloway (Irene). Coro e orquestra do Teatro Real, regência de Paul McCreesh e direção cênica de Graham Vick.

## Libreto
Disponível para download em http://www.haendel.it/composizioni/libretti/pdf/hwv_18.pdf